# 福島地方裁判所
福島地方裁判所（ふくしまちほうさいばんしょ）は、福島県福島市にある日本の地方裁判所の一つで、福島県を管轄している。略称は、福島地裁（ふくしまちさい）。相馬・郡山・白河・会津若松・いわきに支部を置いている。
福島市に置かれている本庁に加え、相馬市、郡山市、白河市、会津若松市、いわき市の5市に支部を設置しているほか、前記6か所に棚倉（東白川郡棚倉町）、田島（南会津郡南会津町）、福島富岡（双葉郡富岡町）の3か所を加えた9か所に簡易裁判所を設置している（福島富岡簡易裁判所は福島第一原発事故の影響により、刑事事件に関する事務はいわき簡易裁判所に、民事事件に関する事務を含むその余の事務は郡山簡易裁判所に事務移転中）。また福島、郡山、会津若松、いわきの4つにそれぞれ検察審査会も設置されている。
長野県と並んで、政令指定都市を抱えていない県で裁判員裁判の管轄が複数に亘る県のひとつでもある。

## 所在地
- 本庁：福島県福島市花園町5-45　北緯37度45分42.2秒 東経140度28分23.6秒 / 北緯37.761722度 東経140.473222度
東北新幹線, 山形新幹線, JR東北線, 奥羽線, 阿武隈急行線, 福島交通飯坂線 福島駅から徒歩30分
福島駅東口バスプール9番乗り場から1コース（宮下町経由）または2コース（曽根田経由）に乗り、「市役所前」下車

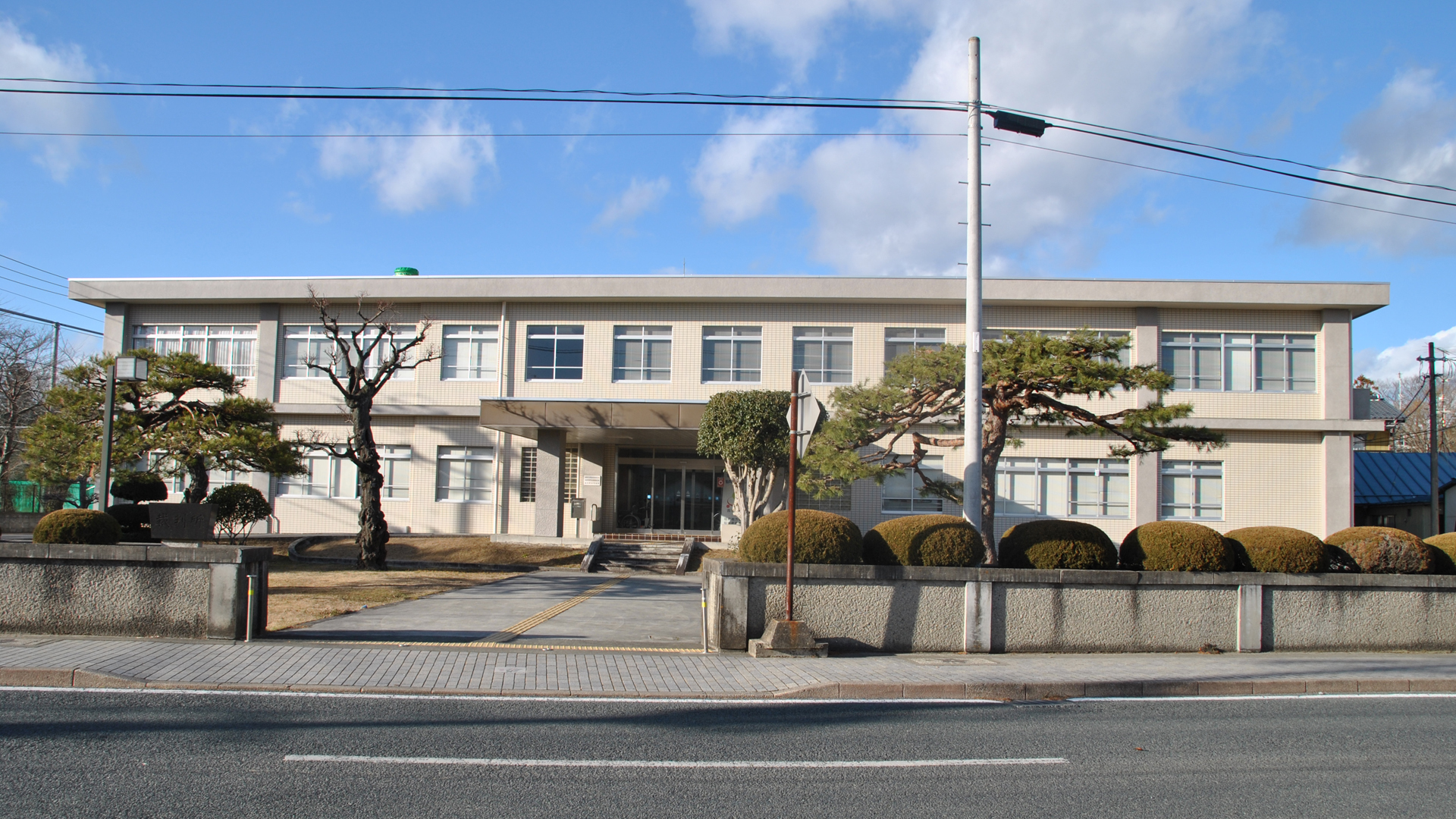
相馬支部：福島県相馬市中村字大手先48-1　北緯37度47分43.7秒 東経140度54分56.5秒 / 北緯37.795472度 東経140.915694度
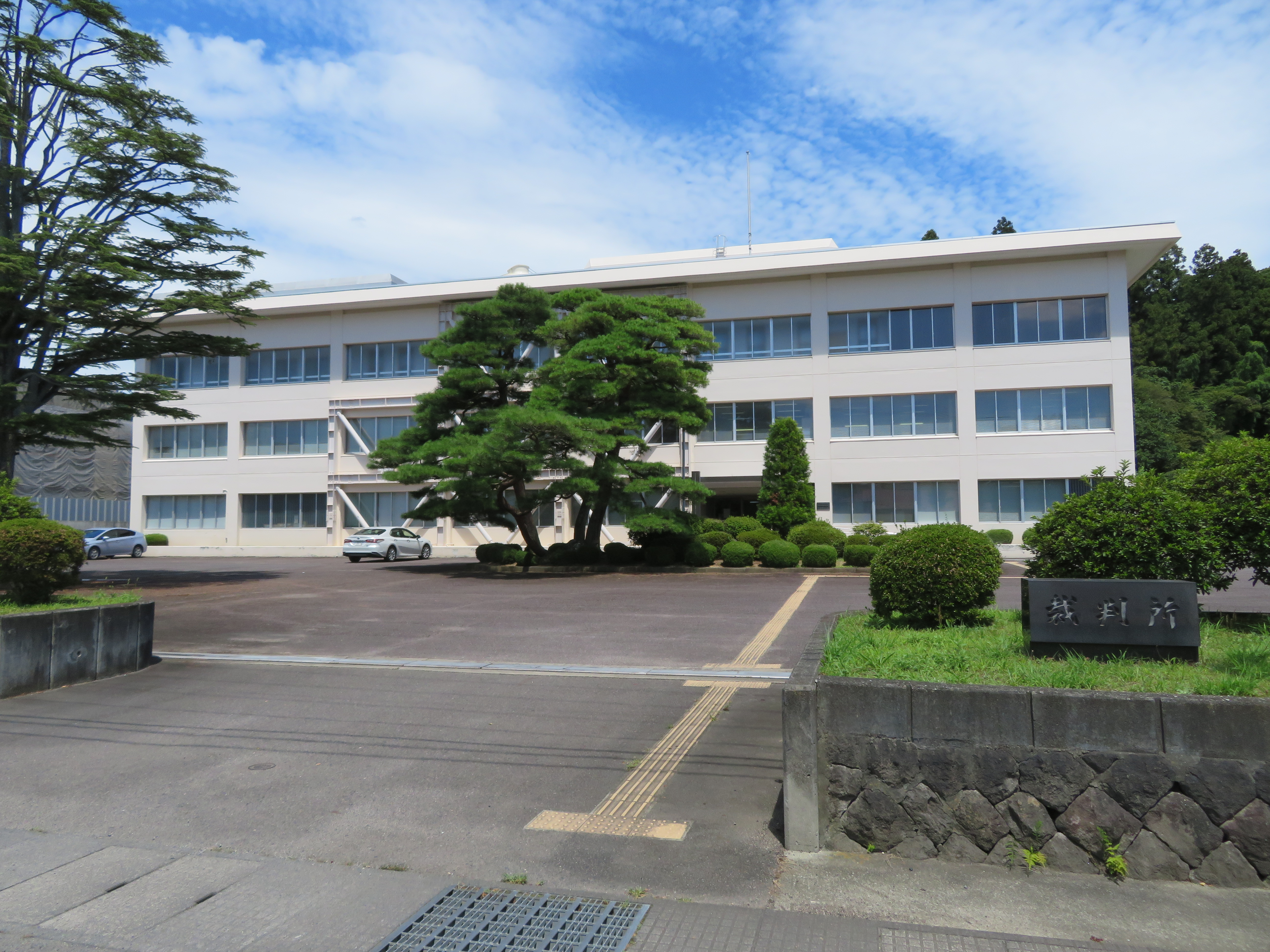
郡山支部：福島県郡山市麓山1-2-26　北緯37度23分41.1秒 東経140度22分35.7秒 / 北緯37.394750度 東経140.376583度
- 白河支部：福島県白河市郭内146　北緯37度7分53.2秒 東経140度13分2.7秒 / 北緯37.131444度 東経140.217417度
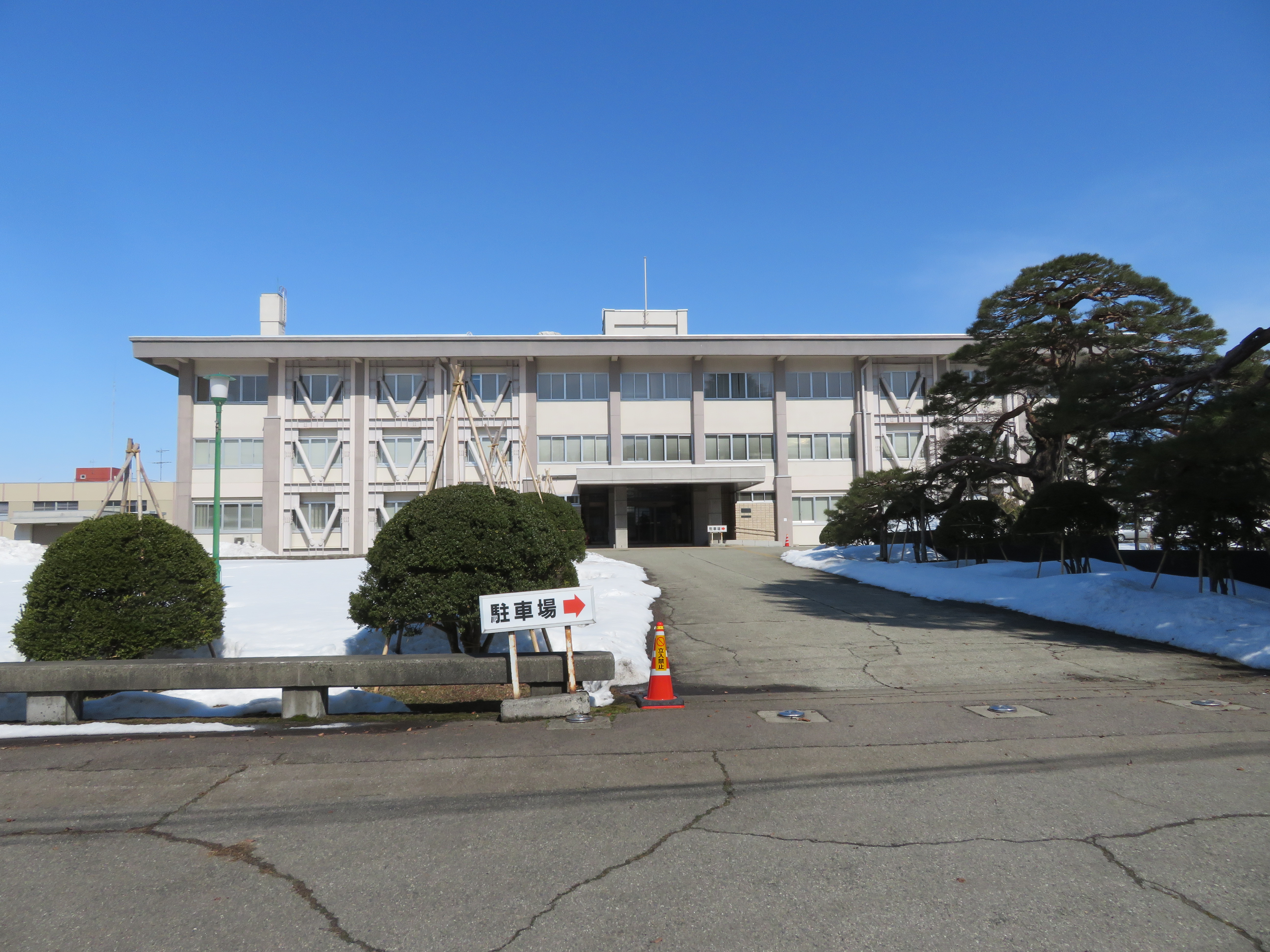
会津若松支部：福島県会津若松市追手町6-6　北緯37度29分27.1秒 東経139度55分46.2秒 / 北緯37.490861度 東経139.929500度
JR磐越西線, 只見線, 会津鉄道会津線 会津若松駅から徒歩30分
会津若松駅前バス停から「三の丁」または「鶴ヶ城」下車 徒歩5分, もしくは「鶴ヶ城・合同庁舎前」下車 徒歩2分
- いわき支部：福島県いわき市平字八幡小路41　北緯37度3分32.7秒 東経140度53分0.4秒 / 北緯37.059083度 東経140.883444度

## 管轄
本庁
- 福島市、二本松市、伊達市、伊達郡桑折町、国見町、川俣町、相馬郡飯舘村

相馬支部
- 相馬市、南相馬市、相馬郡新地町

郡山支部
- 郡山市、須賀川市、田村市、本宮市、岩瀬郡鏡石町、天栄村、田村郡三春町、小野町、安達郡大玉村

白河支部
- 白河市、西白河郡西郷村、泉崎村、中島村、矢吹町、東白川郡棚倉町、矢祭町、塙町、鮫川村、石川郡石川町、玉川村、平田村、浅川町、古殿町

会津若松支部
- 会津若松市、喜多方市、耶麻郡北塩原村、西会津町、磐梯町、猪苗代町、河沼郡会津坂下町、湯川村、柳津町、大沼郡三島町、金山町、昭和村、会津美里町、南会津郡下郷町、檜枝岐村、只見町、南会津町

いわき支部
- いわき市、双葉郡広野町、楢葉町、富岡町、川内村、大熊町、双葉町、浪江町、葛尾村

※ただし、行政事件、相馬支部管内の合議事件は本庁で、白河支部管内の執行事件（不動産競売、債権、財産開示）、合議事件は郡山支部でそれぞれ取り扱う。
※本庁及び相馬支部管内の裁判員の参加する刑事裁判は本庁で、郡山、白河、会津若松、いわき支部管内の裁判員の参加する刑事裁判は郡山支部で行う。
- 相馬支部
- 白河支部
- 会津若松支部

## 歴代所長
- 秋山寿延（2000年3月 - 2002年9月 東京高等裁判所部総括判事）
- 村田長生（2002年9月 - 2004年7月 依願退官）
- 平谷正弘（2004年7月 - 2006年7月 依願退官）
- 岡光民雄（2006年7月 - 2008年2月 名古屋高等裁判所判事）
- 金谷暁（2008年2月 - 2009年3月 東京高等裁判所判事）
- 高世三郎（2009年4月 - 2011年4月 東京高等裁判所判事）
- 小磯武男（2011年4月 - 2012年11月 依願退官）
- 秋葉康弘（2012年11月 - 2014年7月 東京高等裁判所判事）
- 高橋譲（2014年8月 - 2016年5月  大阪高等裁判所部総括判事）
- 秋山敬（2016年5月 - 2018年10月 仙台高等裁判所部総括判事）
- 鹿子木康（2018年10月 - 2020年10月 東京高等裁判所部総括判事[1]）
- 土田昭彦（2020年10月 - 2021年9月 名古屋高裁部総括判事[2]）
- 吉田徹（2021年9月 - 2022年10月 東京高等裁判所部総括判事[3]）
- 相澤眞木（2022年10月 - 2023年5月 東京高等裁判所部総括判事[4]）
- 加藤亮（2023年5月 - [5]）